# Твердохлеб, Олег
Оле́г Твердохле́б (3 ноября 1969, Днепропетровск — 18 сентября 1995, Днепропетровск) — советский и украинский легкоатлет, специалист по барьерному бегу. Выступал за сборные СССР, СНГ и Украины по лёгкой атлетике в 1991—1995 годах, чемпион Европы, победитель и призёр первенств национального значения, действующий рекордсмен Украины в беге на 400 метров с барьерами, участник летних Олимпийских игр в Барселоне. Представлял Днепропетровск. Заслуженный мастер спорта Украины.

## Биография
Олег Твердохлеб родился 3 ноября 1969 года в Днепропетровске, Украинская ССР.
Начал заниматься барьерным бегом в 1985 году, проходил подготовку в Днепропетровске под руководством заслуженного тренера Н. А. Крота.
Впервые заявил о себе на всесоюзном уровне в сезоне 1990 года, когда выиграл бронзовую медаль в беге на 400 метров с барьерами на чемпионате СССР в Киеве.
В 1991 году на чемпионате страны в рамках X летней Спартакиады народов СССР в Киеве вновь стал бронзовым призёром в беге на 400 метров с барьерами. Будучи студентом, побывал на летней Универсиаде в Шеффилде, откуда так же привёз награду бронзового достоинства.
В 1992 году в барьерном беге на 400 метров стал серебряным призёром на чемпионате СНГ в Москве. Благодаря череде удачных выступлений вошёл в состав Объединённой команды, собранной из спортсменов бывших советских республик для участия в летних Олимпийских играх в Барселоне — финишировал шестым в беге на 400 метров с барьерами, тогда как в программе эстафеты 4 × 400 метров не смог пройти дальше предварительного квалификационного этапа. Также в этом сезоне отметился выступлением на Кубке мира в Гаване, где показал пятый результат в барьерном беге на 400 метров.
После распада Советского Союза Твердохлеб остался действующим спортсменом и продолжил принимать участие в крупнейших международных турнирах в составе украинской национальной сборной. Так, в 1993 году он представлял Украину на Кубке Европы в Риме, где занял третье место в личном зачёте бега на 400 метров с барьерами и шестое место в мужском командном зачёте, стал шестым на чемпионате мира в Штутгарте. На соревнованиях Pearl European Relays в Портсмуте установил ныне действующий национальный рекорд Украины в эстафете 4 × 200 метров — 1:21,32.
В 1994 году в барьерном беге на 400 метров показал второй результат на Кубке Европы в Бирмингеме, с национальным рекордом Украины 48,06 одержал победу на чемпионате Европы в Хельсинки, был вторым на Кубке мира в Лондоне.
В сезоне 1995 года стартовал в беге на 400 метров с барьерами на чемпионате мира в Гётеборге и на Универсиаде в Фукуоке.
Погиб в результате несчастного случая 18 сентября 1995 года в Днепропетровске в возрасте 25 лет — получил удар током во время починки электропроводки.
За выдающиеся спортивные достижения удостоен почётного звания «Заслуженный мастер спорта Украины».
Жена Светлана Твердохлеб, призёрка Универсиады 1995 года в беге на 800 метров и эстафете 4 × 400 метров.
Ежегодно в Днепре проводится легкоатлетический турнир памяти Олега Твердохлеба.